# Výsypný vůz

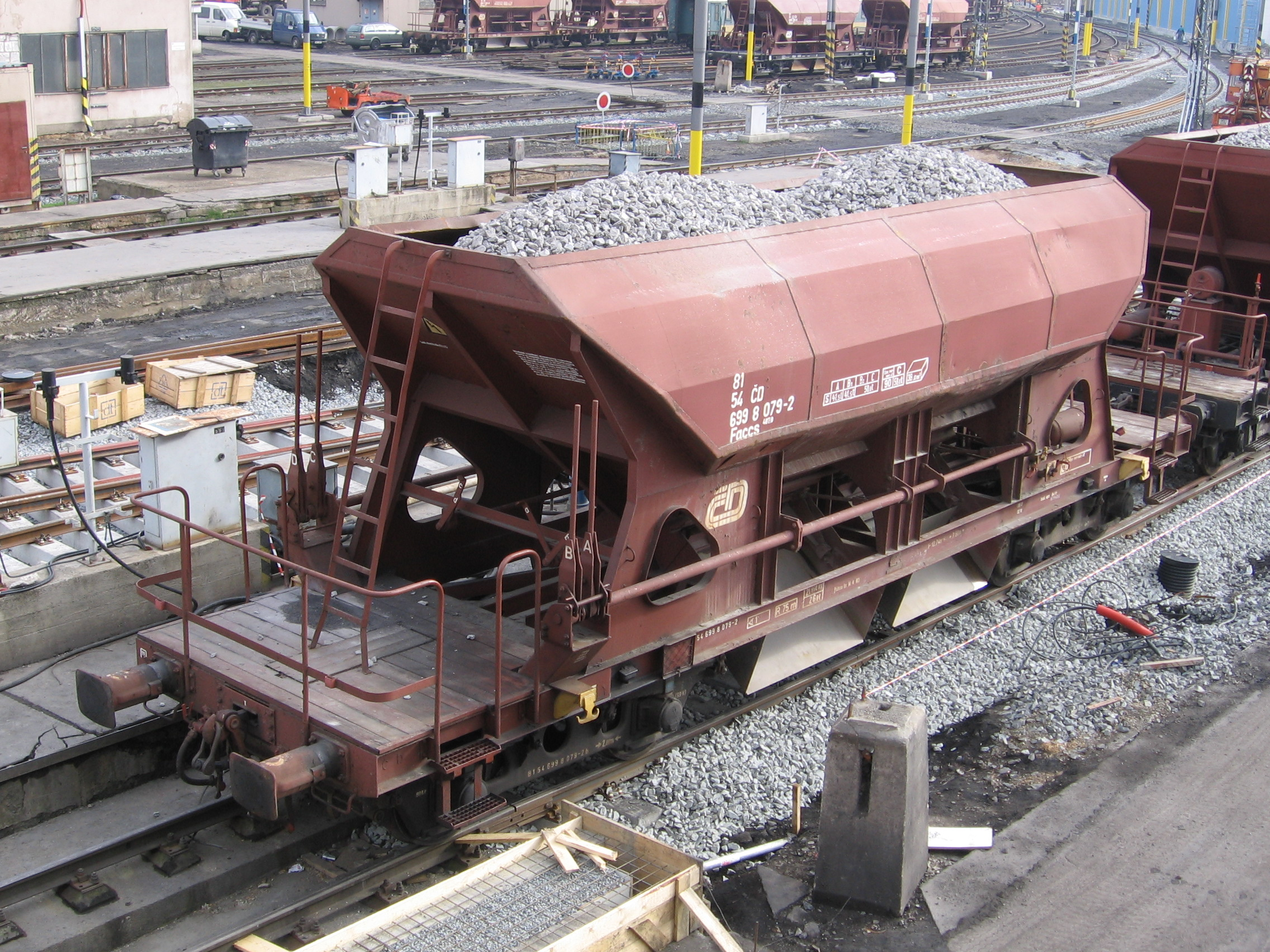
Otevřený podvozkový výsypný vůz s možností dávkování a přestavitelnými výsypnými klapkami

Výsypný železniční vůz je druh taženého železničního kolejového vozidla, které slouží pro přepravu sypkých volně ložených hmot (kameniva, písku, uhlí, mletého vápence, železných či jiných rud, syntetických hnojiv, obilí, cukru…) Vozy se nakládají i vykládají gravitačně, vlastní tíhou nákladu. Mohou být speciálně upraveny pro použití při stavbě a údržbě trati (štěrkového lože).

## Konstrukce

### Popis
Vozy jsou převážně vybaveny dvěma dvounápravovými podvozky a jejich ložný objem je přizpůsoben předpokládané přepravované komoditě s nejmenší hustotou tak, aby vůz využíval přípustné nápravové zatížení; méně časté jsou vozy dvounápravové. Vozy pro přepravu rud mohou mít i třínápravové podvozky.
Protože jsou konstruované pro vykládku vlastní tíhou přepravované látky, musí tvar jejich zásobníku respektovat příslušný sypný úhel. Podle účelu použití vozu se navrhuje možnost vykládky jako
- objemová (tj. jednorázová – po otevření klapek již nelze vykládku regulovat ani přerušit, což je postačující např. pro přepravu energetického uhlí nebo rud)
- řízená (dávkováním, podle volby obsluhy, což je důležitá vlastnost u vozů pro údržbu trati)

Přepravovaná komodita může vyžadovat různý stupeň ochrany před povětrnostními vlivy, proto se vozy stavějí jako
- otevřené
- uzavřené (kryté)

Vozy určené pro přepravu obilí nebo jiných potravin jsou vždy uzavřené, opatřené vnitřním nátěrem schváleným pro styk s potravinami, odlišené příslušnými nápisy či piktogramy a nejsou používány pro jiné komodity.
Výsypné klapky mohou umožňovat vykládku
- mezi kolejnice (podélně nebo příčně)
- vně kolejnic
- oba způsoby (důležitá vlastnost u vozů pro údržbu trati).

Podle výšky ústí výsypných klapek se rozlišují vozy s možností vykládky na pásový dopravník a bez této možnosti.

### Příklady provedení výsypných vozů podle účelu použití

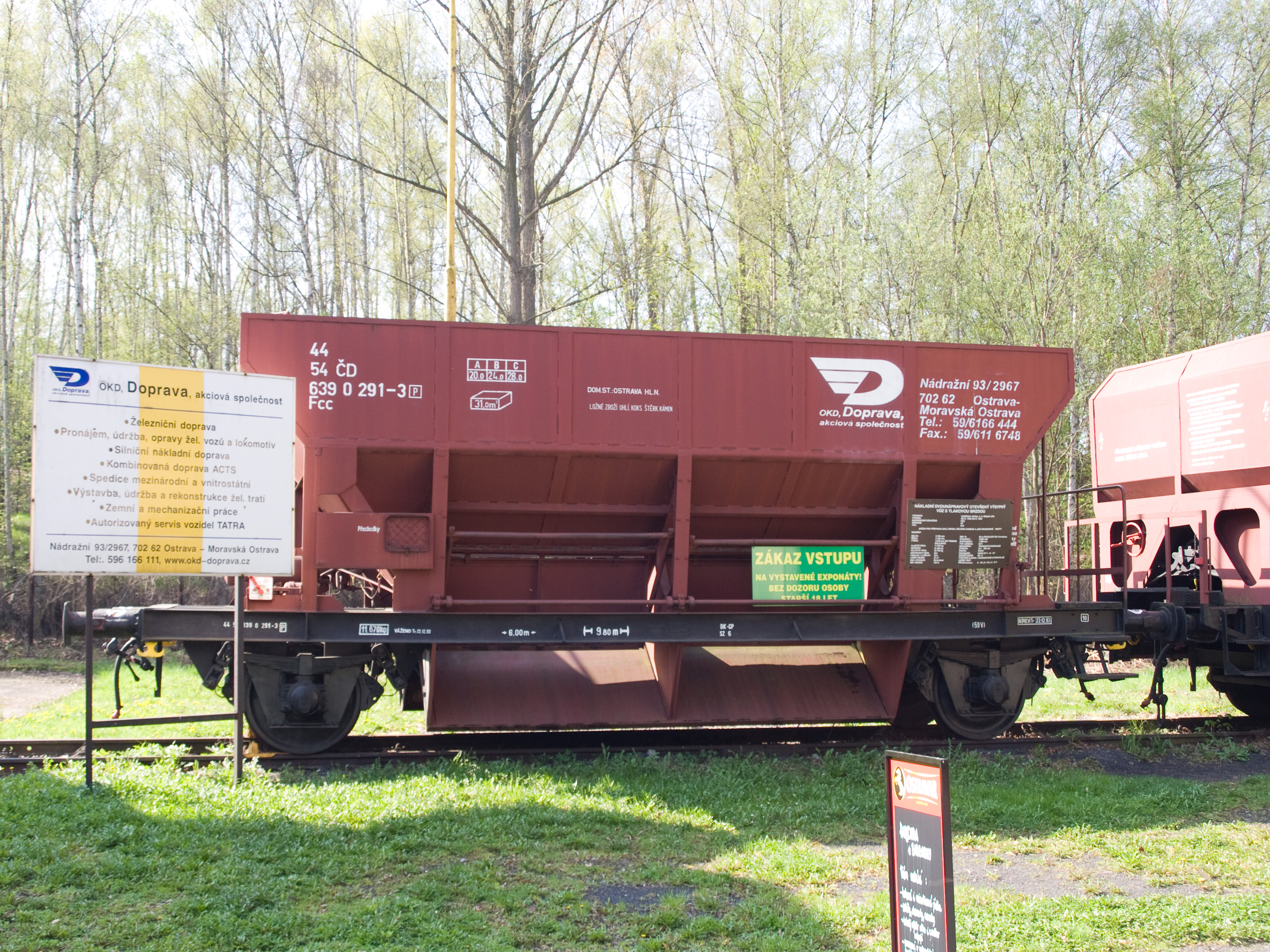
Dvounápravový, otevřený, starší typ výsypného vozu
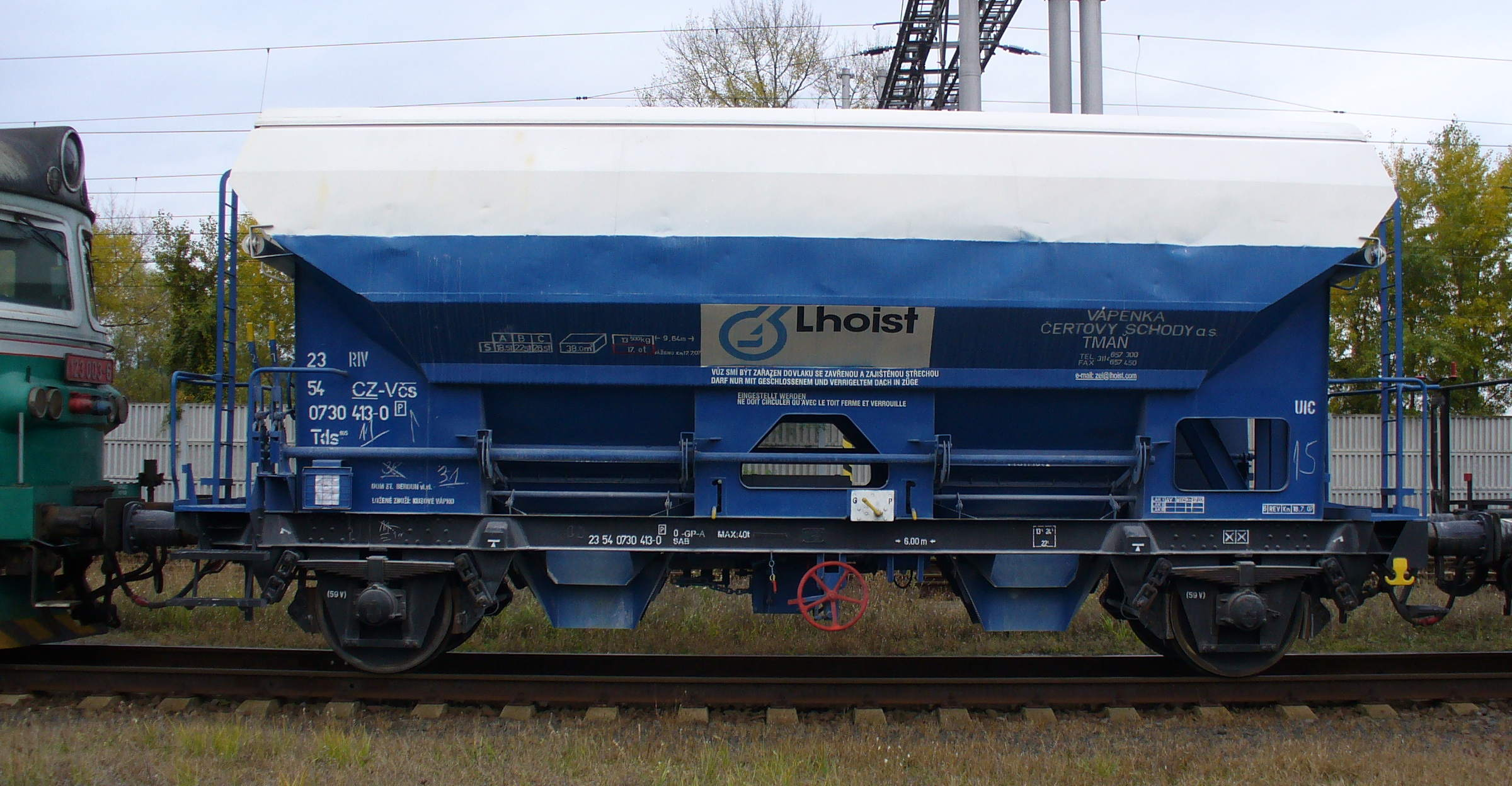
Dvounápravový, s odklopnou střechou, k přepravě kusového vápna
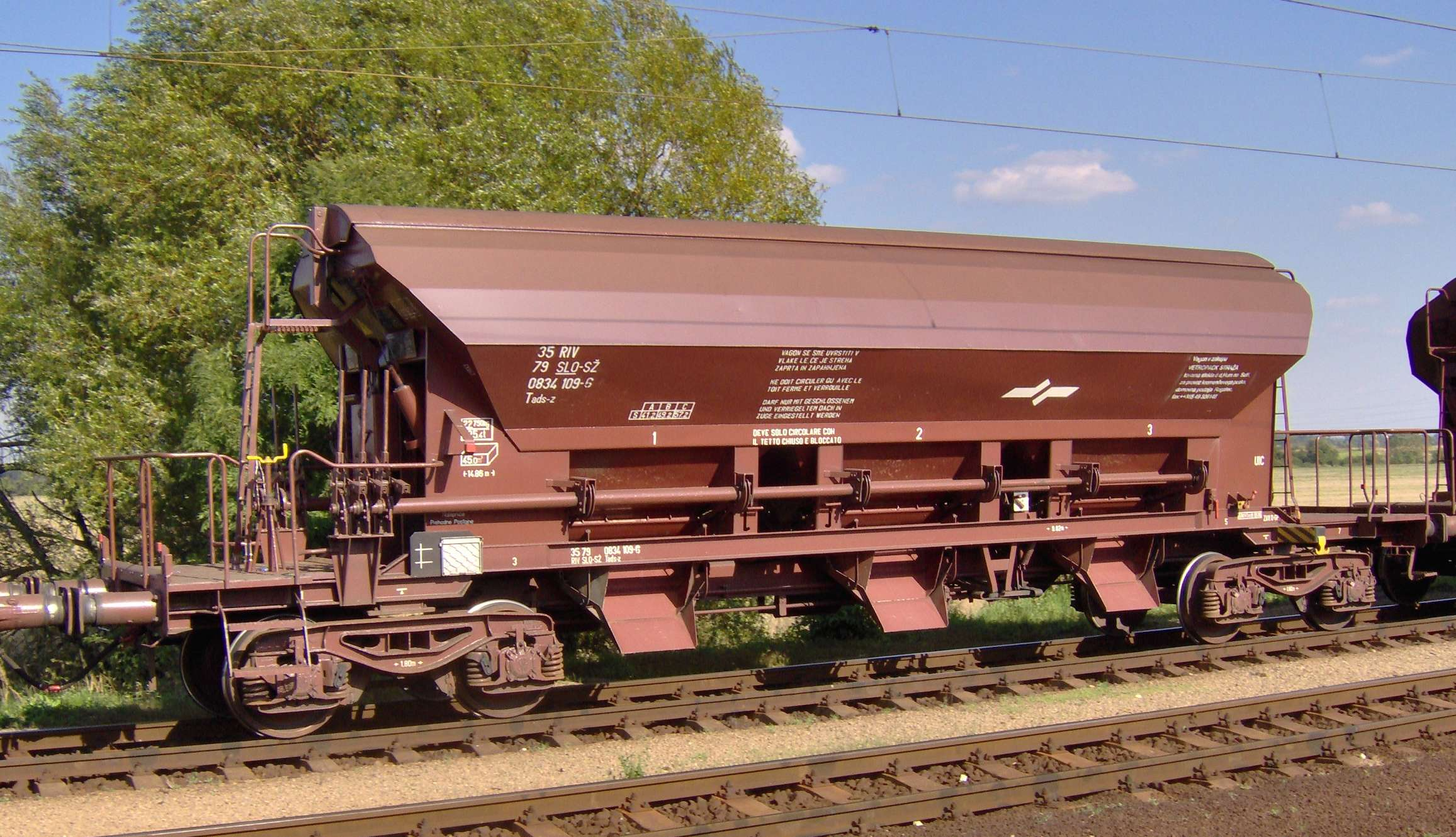
Podvozkový, s odklopnou střechou, k přepravě sklářských písků
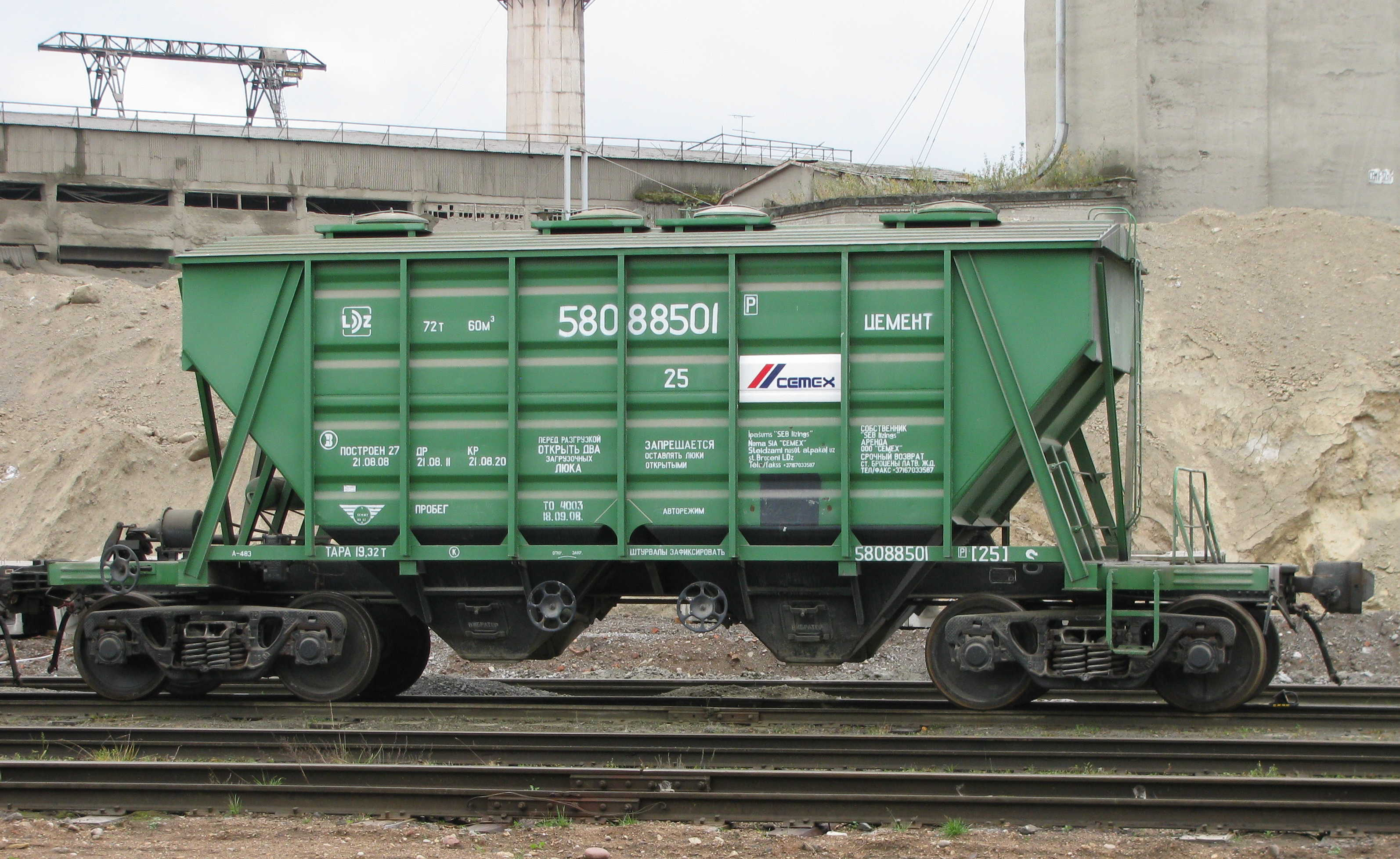
Ruská konstrukce uzavřeného vozu pro přepravu cementu; vykládka jemného prášku je podporována vibrátorem
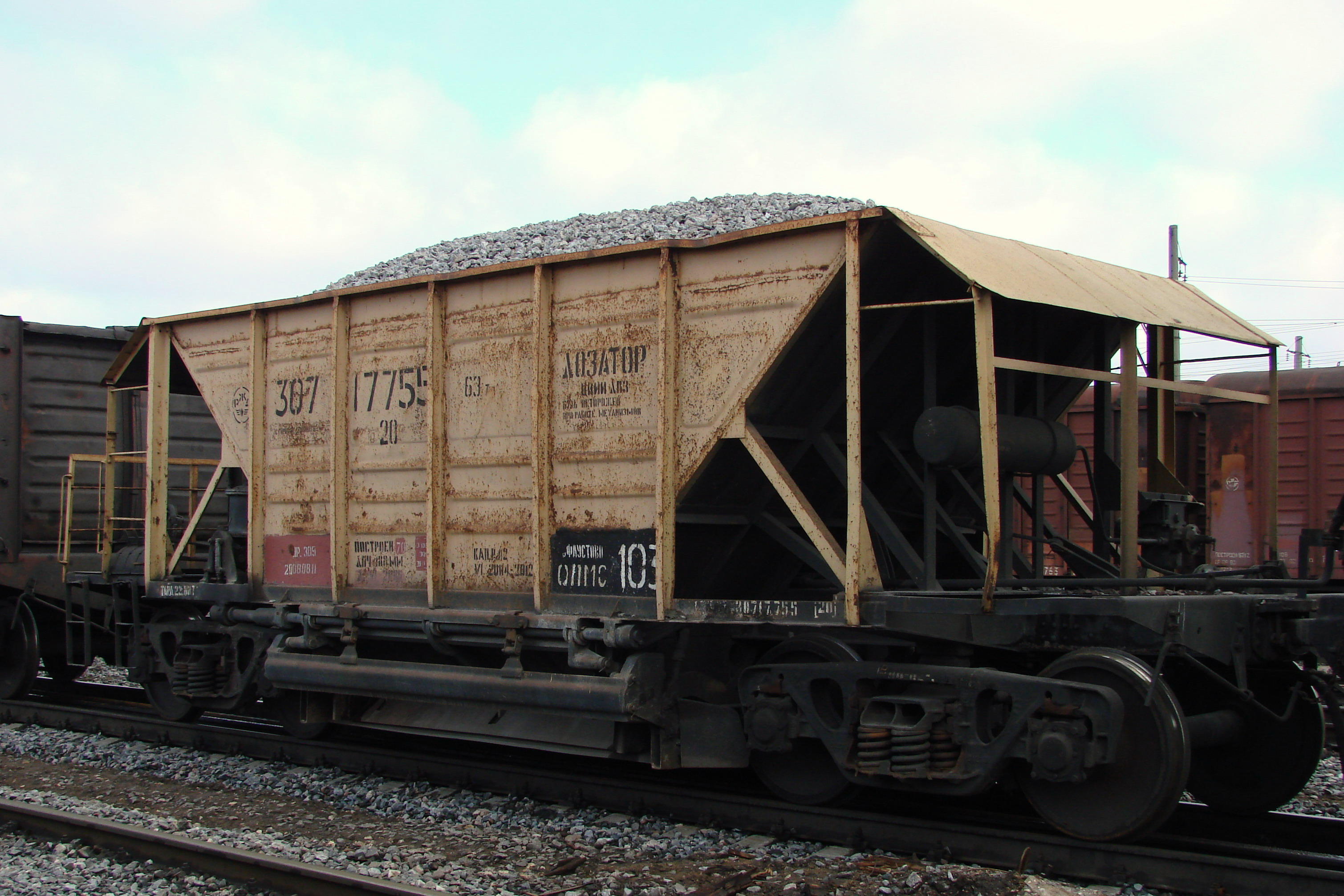
Ruská konstrukce (tzv. „chopperdozátor“) vozu pro údržbu štěrkového lože trati
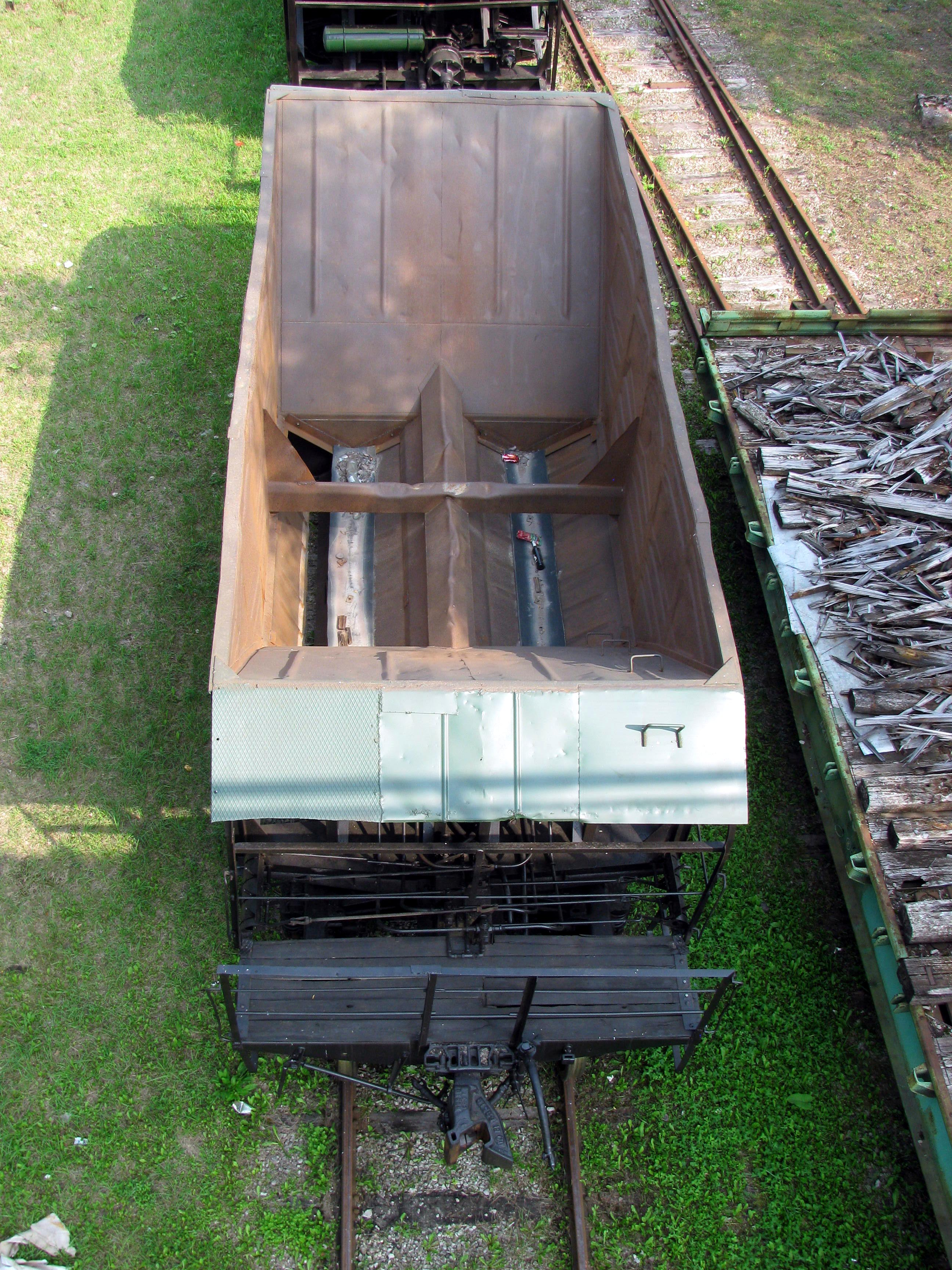
Uspořádání zásobníku předešlého vozu
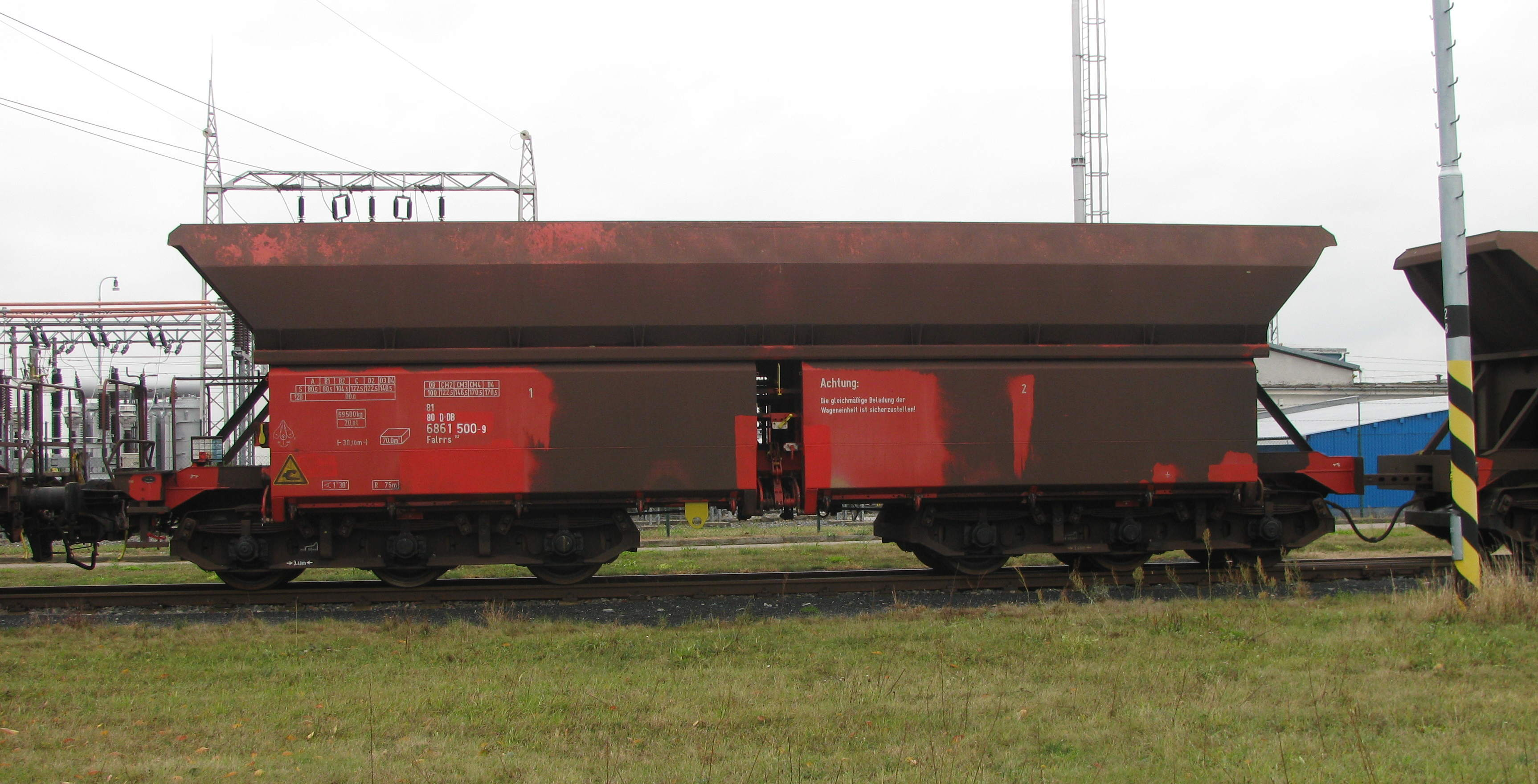
Vůz s třínápravovými podvozky pro přepravu železné rudy, jednorázově vyložitelný mimo kolej

## Označování

### Česká republika
Vozy provozované v České republice na normálním rozchodu podléhají mezinárodnímu systému označování podle UIC, kde nejsou soustředěny do jedné skupiny (tj. výsypnost není hlavním rozlišovacím znakem). Nalezneme je podle jiných kritérií v těchto intervalech (5. číslice označení):
- 0 – vůz s otevíratelnou střechou (první písmeno označení řady je „T“)
- 6 – otevřený vůz zvláštní stavby (první písmeno označení řady je „F“)
- 9 – speciální vůz; (první písmeno označení řady je „U“)

V intervalech 0 (T) a 9 (U) je výsypnost vyjádřena (v závislosti na použitém uspořádání klapek) některou z těchto kombinací následujících malých písmen: „d“, „dd“, „l“, „ll“, „o“, „oo“, „p“ nebo „pp“; určení k přepravě zrní vyjadřuje „g“. V intervalu 6 (F) je výsypnost podle uspořádání vyjádřena některou z kombinací: „c“, „cc“, „l“, „ll“, „o“, „oo“, „p“ nebo „pp“.